# Hexenturm (Berg)
Der Hexenturm (auch: die Bärenkarmauer) ist ein 2172 m ü. A.  hoher Berg der Haller Mauern in der Steiermark.

## Name
Bereits August Martinez und Franz Rumpel wiesen im 1879 erschienenen ersten Führer der Haller Mauern darauf hin, dass der ortsübliche Name für den Berg „Bärenkarmauer“ sei. Als „Hexenturm“ würde von der lokalen Bevölkerung der westlich liegende Hochturm (1958 m) bezeichnet werden. Die Verwendung der Nomenklatur der Generalstabskarte im Führerwerk von Martinez und Rumpel trug jedoch nach Ansicht von Heinrich Heß wesentlich zur Etablierung der unrichtigen Bezeichnung Hexenturm in Touristenkreisen bei.

## Lage und Charakter des Berges
Die etwa 10 Kilometer lange, in West-Ost-Richtung verlaufende Kette der Haller Mauern bildet eine eigene Untergruppe im Nordwesten der Ennstaler Alpen. Der markante Doppelgipfel des Hexenturms ist „ein optischer Fixpunkt“ im Kammverlauf und markiert zugleich dessen höchsten Punkt in seiner östlichen Hälfte. Beide Namen des Berges nehmen (in den Wortteilen -turm und -mauer) auf seine ringsum steilen, teilweise fast senkrechten Felswände Bezug.
Während der Kamm der westlichen Haller Mauern vom Großen Pyhrgas bis zur Kreuzmauer die Bundesländer Oberösterreich und Steiermark trennt, gehört der östliche Teil der Bergkette komplett zur Steiermark. Über den Hexenturm verläuft die Grenze zwischen den beiden Gemeinden Admont und St. Gallen (deren Ortszentrum mehr als 11 Kilometer weiter nordöstlich liegt).
Der Hexenturm bietet eindrucksvolle Tiefblicke zum 1500 Meter tiefer gelegenen Ennstal sowie ein Panorama, in dem die Kalkgipfel des Gesäuses und die Rottenmanner Tauern dominieren. Lediglich die Sicht zum Toten Gebirge ist durch den Großen Pyhrgas weiter westlich im Kamm etwas eingeschränkt.

## Touristische Erschließung

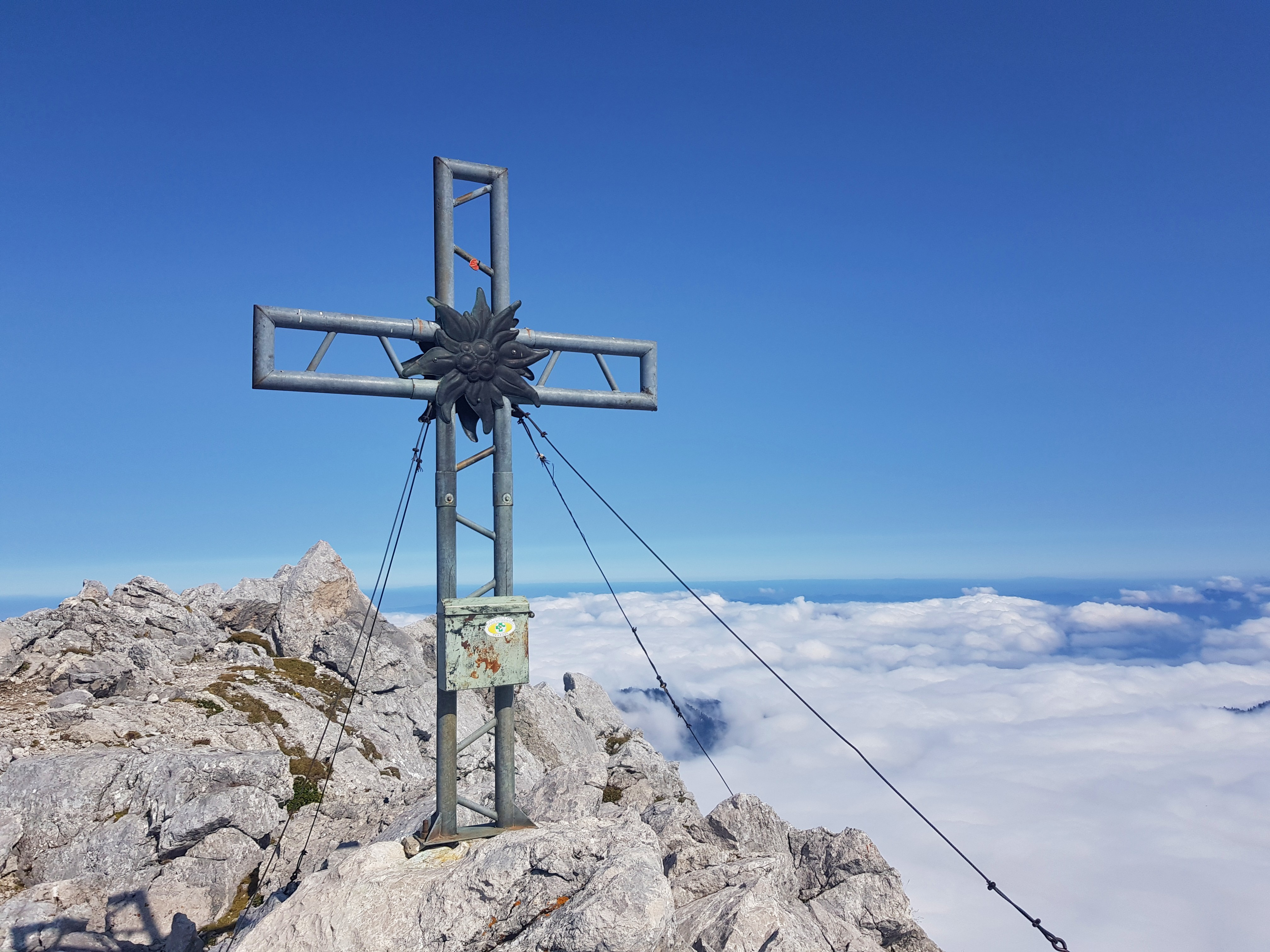
Gipfelkreuz

Die ersten Touristen am Hexenturm waren die Grazer August Martinez und Franz Rumpel, die Admonter Josef Draxler und Jakob Friedl – ihnen gelang auch die touristische Erstbesteigung des Bosrucks – die Oberförstergattin Marie Pachmayer sowie der Botaniker Gabriel Strobl in Begleitung des Jäger Hechtners, der bereits rund 15 Jahre zuvor den Gipfel bestiegen hatte. Die Gesellschaft erreichte am 7. September 1877 den Gipfel von der Grabneralm über den Natterriegel, das Rosskar und die Südostflanke, was dem heutigen Normalweg entspricht. Am Gipfel fanden sie eine Triangulierungsstange vor, die einen Monat zuvor auf Veranlassung des Forstamtes St. Gallen aufgestellt worden war.  Am 16. August 1885 erstieg Heinrich Heß den Hexenturm-Gipfel erstmals im Rahmen einer Gratüberschreitung von Westen über den Kesselgrat.
Am 18. August 1895 wurde das von der Section Ennsthal-Admont des Deutschen und Österreichischen Alpenvereins errichtete Admonter Haus am Grabnertörl eröffnet. Im Jahr 2002 errichtete die Sektion Admont-Gesäuse des Österreichischen Alpenvereins den Hexensteig. Der versicherte Klettersteig führt über einen Abschnitt des Südostgrats zum Hexenturm und ist technisch etwas anspruchsvoller als der Normalweg durch das Rosskar.

## Anstiegsrouten

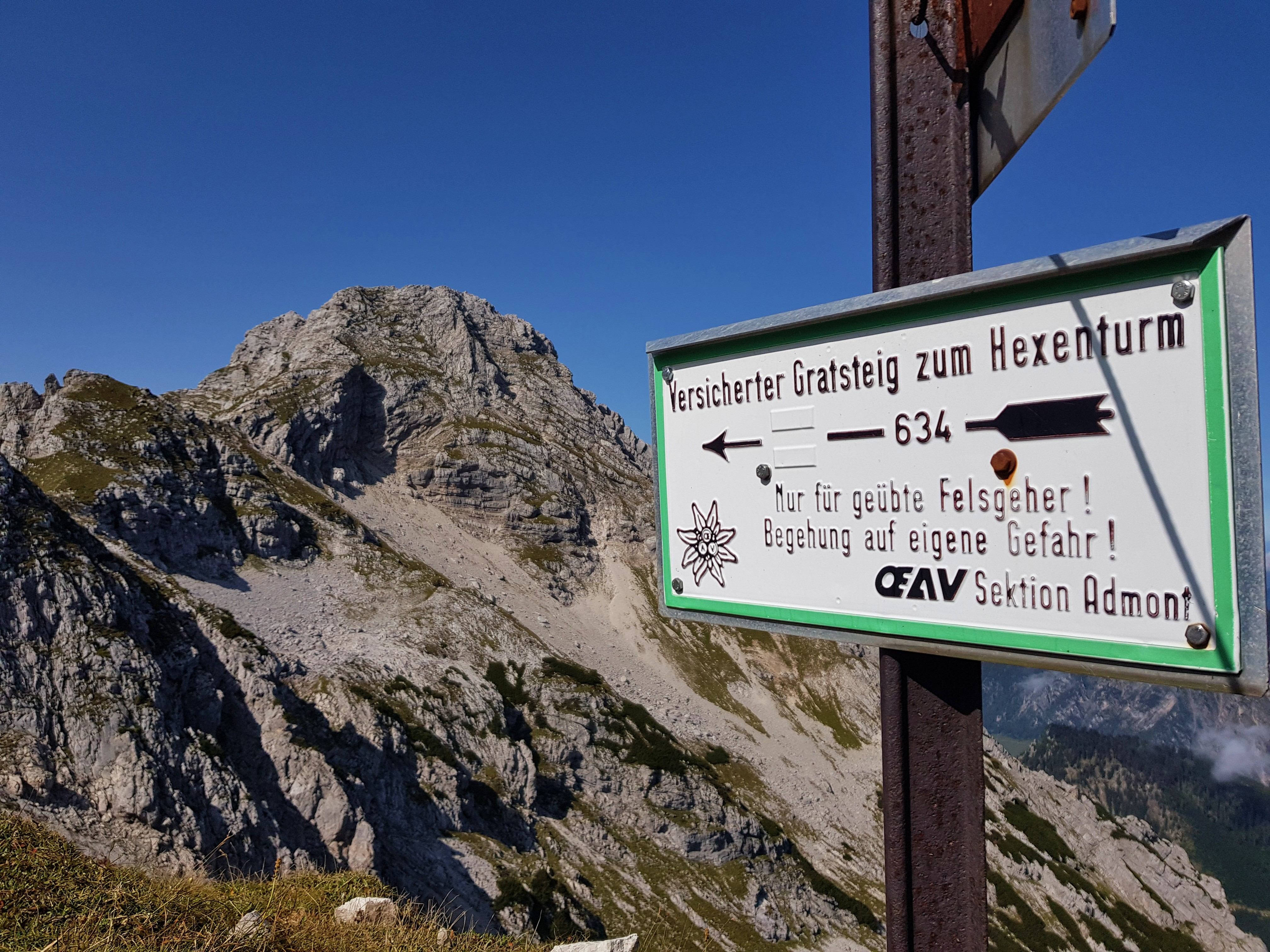
Hexensteig-Wegweiser

Tagestouren auf den Hexenturm erfordern wegen der alpinen Wege und großer Höhenunterschiede viel Ausdauer. Selbst vom günstigsten Ausgangspunkt auf dem Buchauer Sattel beträgt die Anstiegszeit zum Gipfel etwa 5 Stunden. Daher bietet sich besser an, eine Tour auf den Hexenturm mit einer Übernachtung im Admonter Haus des Österreichischen Alpenvereins in 1723 m ü. A. zu kombinieren.
- Normalweg: Vom Admonter Haus über den Südrücken (eine kurze Querung mit Drahtseilsicherung) auf den Mittagskogel 2041 m ü. A. mit Gipfelkreuz, in wenigen Minuten weiter zum nordwestlich benachbarten Natterriegel 2065 m ü. A. Nach Westen zunächst Abstieg zur Natterriegelscharte, dann durch steiles Felsgelände hinunter ins oberste Rosskar; etwa 150 Meter Höhenverlust. Nach der Querung des Kars über Felsstufen hinauf auf den Südostgrat des Hexenturms und unter Ausnützen einiger Felsbänder zum Gipfel. Mehrere einfache versicherte Abschnitte in den Steilstufen zum Rosskar sowie auf dem Südostgrat; im steilen nordseitigen Rosskar oft bis in den Frühsommer Altschneereste. Gehzeit: etwa 2½ Stunden.

- Hexensteig: Der Hexensteig folgt bereits ab der Natterriegelscharte dem Südostgrat, wobei er einige markante Felstürme etwas südseitig umgeht. Der Steig ist technisch mäßig schwierig: Er weist einige Passagen im Schwierigkeitsgrad B sowie eine kurze Stelle im Schwierigkeitsgrad B–C auf. Wegen ungesicherter Abschnitte im felsigen Gelände erfordert der Steig jedoch unbedingt Trittsicherheit und Schwindelfreiheit. Er sollte nur bei guten äußeren Bedingungen begangen werden. Zeitaufwand ähnlich wie für den Normalweg: ab dem Admonter Haus etwa 2½ Stunden.

Die weitere Überschreitung der Haller Mauern vom Hexenturm nach Westen ist weglos, weist Kletterstellen bis zum 3. Schwierigkeitsgrad UIAA auf und führt zudem durch teils brüchiges Gestein. Sie ist daher ausschließlich Personen mit umfassender alpiner Erfahrung vorbehalten.
Wegen des dafür schlecht geeigneten Gesteins weist der Hexenturm keine Kletterrouten auf.